# Tournoi de tennis de Monterrey
Ne pas confondre avec le tournoi de tennis de la côte Pacifique qui a lieu à Monterrey en Californie en 1889.
Le tournoi de Monterrey est un tournoi de tennis professionnel féminin du circuit WTA qui existe depuis 2009.
Un tournoi masculin s'est également tenu à Monterrey sur moquette en 1976, 1977 et de 1981 à 1983. Après avoir fait partie du circuit World Championship Tennis de 1976 à 1981, le tournoi s'est déroulé les deux dernières années dans le cadre du circuit Grand Prix. Il revient en 2015 au calendrier du circuit Challenger.
Chez les dames, le record de titres est détenu par Anastasia Pavlyuchenkova qui a gagné le trophée à quatre reprises.

## Palmarès dames

### Simple
| No | Date       | Nom et lieu du tournoi              | Catégorie | Dotation  | Surface    | Vainqueure               | Finaliste          | Score           |         |
| -- | ---------- | ----------------------------------- | --------- | --------- | ---------- | ------------------------ | ------------------ | --------------- | ------- |
| 1  | 02-03-2009 | Abierto Monterrey, Monterrey        | Intern'l  | 220 000 $ | Dur (ext.) | Marion Bartoli           | Li Na              | 6-4, 6-3        | Tableau |
| 2  | 01-03-2010 | Abierto Monterrey, Monterrey        | Intern'l  | 220 000 $ | Dur (ext.) | Anastasia Pavlyuchenkova | Daniela Hantuchová | 1-6, 6-1, 6-0   | Tableau |
| 3  | 28-02-2011 | Whirlpool Monterrey Open, Monterrey | Intern'l  | 220 000 $ | Dur (ext.) | Anastasia Pavlyuchenkova | Jelena Janković    | 2-6, 6-2, 6-3   | Tableau |
| 4  | 20-02-2012 | Whirlpool Monterrey Open, Monterrey | Intern'l  | 220 000 $ | Dur (ext.) | Tímea Babos              | Alexandra Cadanțu  | 6-4, 6-4        | Tableau |
| 5  | 01-04-2013 | Whirlpool Monterrey Open, Monterrey | Intern'l  | 235 000 $ | Dur (ext.) | Anastasia Pavlyuchenkova | Angelique Kerber   | 4-6, 6-2, 6-4   | Tableau |
| 6  | 31-03-2014 | Monterrey Open, Monterrey           | Intern'l  | 426 750 $ | Dur (ext.) | Ana Ivanović             | Jovana Jakšić      | 6-2, 6-1        | Tableau |
| 7  | 02-03-2015 | Abierto Monterrey Afirme, Monterrey | Intern'l  | 426 750 $ | Dur (ext.) | Timea Bacsinszky         | Caroline Garcia    | 4-6, 6-2, 6-4   | Tableau |
| 8  | 29-02-2016 | Abierto Monterrey Afirme, Monterrey | Intern'l  | 226 750 $ | Dur (ext.) | Heather Watson           | Kirsten Flipkens   | 3-6, 6-2, 6-3   | Tableau |
| 9  | 03-04-2017 | Abierto GNP Seguros, Monterrey      | Intern'l  | 226 750 $ | Dur (ext.) | Anastasia Pavlyuchenkova | Angelique Kerber   | 6-4, 2-6, 6-1   | Tableau |
| 10 | 02-04-2018 | Abierto GNP Seguros, Monterrey      | Intern'l  | 226 750 $ | Dur (ext.) | Garbiñe Muguruza         | Tímea Babos        | 3-6, 6-4, 6-3   | Tableau |
| 11 | 01-04-2019 | Abierto GNP Seguros, Monterrey      | Intern'l  | 226 750 $ | Dur (ext.) | Garbiñe Muguruza         | Victoria Azarenka  | 6-1, 3-1 ab.    | Tableau |
| 12 | 02-03-2020 | Abierto GNP Seguros, Monterrey      | Intern'l  | 251 750 $ | Dur (ext.) | Elina Svitolina          | Marie Bouzková     | 7-5, 4-6, 6-4   | Tableau |
| 13 | 15-03-2021 | Abierto GNP Seguros, Monterrey      | WTA 250   | 235 238 $ | Dur (ext.) | Leylah Fernandez         | Viktorija Golubic  | 6-1, 6-4        | Tableau |
| 14 | 28-02-2022 | Abierto GNP Seguros 2022, Monterrey | WTA 250   | 239 477 $ | Dur (ext.) | Leylah Fernandez         | Camila Osorio      | 65-7, 6-4, 7-63 | Tableau |
| 15 | 27-02-2023 | Abierto GNP Seguros, Monterrey      | WTA 250   | 259 303 $ | Dur (ext.) | Donna Vekić              | Caroline Garcia    | 6-4, 3-6, 7-5   | Tableau |
| 16 | 19-08-2024 | Abierto GNP Seguros 2024, Monterrey | WTA 500   | 922 573 $ | Dur (ext.) | Linda Nosková            | Lulu Sun           | 7-66, 6-4       | Tableau |

### Double
| No | Date       | Nom et lieu du tournoi             | Catégorie | Dotation  | Surface    | Vainqueures                           | Finalistes                          | Score             |         |
| -- | ---------- | ---------------------------------- | --------- | --------- | ---------- | ------------------------------------- | ----------------------------------- | ----------------- | ------- |
| 1  | 02-03-2009 | Abierto Monterrey Monterrey        | Intern'l  | 220 000 $ | Dur (ext.) | Nathalie Dechy Mara Santangelo        | Iveta Benešová Barbora Z. Strýcová  | 6-3, 6-4          | Tableau |
| 2  | 01-03-2010 | Abierto Monterrey Monterrey        | Intern'l  | 220 000 $ | Dur (ext.) | Iveta Benešová Barbora Z. Strýcová    | Anna-Lena Grönefeld Vania King      | 3-6, 6-4, [10-8]  | Tableau |
| 3  | 28-02-2011 | Whirlpool Monterrey Open Monterrey | Intern'l  | 220 000 $ | Dur (ext.) | Iveta Benešová Barbora Z. Strýcová    | Anna-Lena Grönefeld Vania King      | 6-78, 6-2, [10-6] | Tableau |
| 4  | 20-02-2012 | Whirlpool Monterrey Open Monterrey | Intern'l  | 220 000 $ | Dur (ext.) | Sara Errani Roberta Vinci             | Kimiko Date-Krumm Zhang Shuai       | 6-2, 7-66         | Tableau |
| 5  | 01-04-2013 | Whirlpool Monterrey Open Monterrey | Intern'l  | 235 000 $ | Dur (ext.) | Tímea Babos Kimiko Date-Krumm         | Eva Birnerová Tamarine Tanasugarn   | 6-1, 6-4          | Tableau |
| 6  | 31-03-2014 | Monterrey Open Monterrey           | Intern'l  | 426 750 $ | Dur (ext.) | Darija Jurak Megan Moulton-Levy       | Tímea Babos Olga Govortsova         | 7-65, 3-6, [11-9] | Tableau |
| 7  | 02-03-2015 | Abierto Monterrey Afirme Monterrey | Intern'l  | 426 750 $ | Dur (ext.) | Gabriela Dabrowski Alicja Rosolska    | Anastasia Rodionova Arina Rodionova | 6-3, 2-6, [10-3]  | Tableau |
| 8  | 29-02-2016 | Abierto Monterrey Afirme Monterrey | Intern'l  | 226 750 $ | Dur (ext.) | Anabel Medina Arantxa Parra Santonja  | Petra Martić Maria Sanchez          | 4-6, 7-5, [10-7]  | Tableau |
| 9  | 03-04-2017 | Abierto GNP Seguros Monterrey      | Intern'l  | 226 750 $ | Dur (ext.) | Nao Hibino Alicja Rosolska            | Dalila Jakupović Nadiia Kichenok    | 6-2, 7-64         | Tableau |
| 10 | 02-04-2018 | Abierto GNP Seguros Monterrey      | Intern'l  | 226 750 $ | Dur (ext.) | Naomi Broady Sara Sorribes Tormo      | Desirae Krawczyk Giuliana Olmos     | 3-6, 6-4, [10-8]  | Tableau |
| 11 | 01-04-2019 | Abierto GNP Seguros Monterrey      | Intern'l  | 226 750 $ | Dur (ext.) | Asia Muhammad Maria Sanchez           | Monique Adamczak Jessica Moore      | 7-62, 6-4         | Tableau |
| 12 | 02-03-2020 | Abierto GNP Seguros Monterrey      | Intern'l  | 251 750 $ | Dur (ext.) | Kateryna Bondarenko Sharon Fichman    | Miyu Kato Wang Yafan                | 4-6, 6-3, [10-7]  | Tableau |
| 13 | 15-03-2021 | Abierto GNP Seguros Monterrey      | WTA 250   | 235 238 $ | Dur (ext.) | Caroline Dolehide Asia Muhammad       | Heather Watson Zheng Saisai         | 6-2, 6-3          | Tableau |
| 14 | 28-02-2022 | Abierto GNP Seguros 2022 Monterrey | WTA 250   | 239 477 $ | Dur (ext.) | Catherine Harrison Sabrina Santamaria | Han Xinyun Yana Sizikova            | 1-6, 7-6, [10-6]  | Tableau |
| 15 | 27-02-2023 | Abierto GNP Seguros Monterrey      | WTA 250   | NC        | Dur (ext.) | Yuliana Lizarazo M. P. Pérez García   | Kimberly Birrell F. Contreras Gómez | 6-3, 7-5, [10-5]  | Tableau |
| 16 | 19-08-2024 | Abierto GNP Seguros 2024 Monterrey | WTA 500   | 922 573 $ | Dur (ext.) | Guo Hanyu Monica Niculescu            | Alexandra Panova Giuliana Olmos     | 3-6, 6-3, [10-4]  | Tableau |

## Palmarès messieurs

### Simple
| No | Date       | Nom et lieu du tournoi                 | Catégorie                              | Dotation                               | Surface                                | Vainqueur                              | Finaliste                              | Score                                  |                                        |
| -- | ---------- | -------------------------------------- | -------------------------------------- | -------------------------------------- | -------------------------------------- | -------------------------------------- | -------------------------------------- | -------------------------------------- | -------------------------------------- |
| 1  | 05-01-1976 | Copa Serfin, Monterrey                 |                                        | 60 000 $                               | Moquette (int.)                        | Eddie Dibbs                            | Harold Solomon                         | 7-66, 6-2                              | Tableau                                |
| 2  | 28-02-1977 | Copa Serfin, Monterrey                 |                                        | 100 000 $                              | Moquette (int.)                        | Wojtek Fibak                           | Vitas Gerulaitis                       | 6-4, 6-3                               | Tableau                                |
|    | 1978-1980  | Pas de tournoi                         | Pas de tournoi                         | Pas de tournoi                         | Pas de tournoi                         | Pas de tournoi                         | Pas de tournoi                         | Pas de tournoi                         | Pas de tournoi                         |
| 3  | 19-01-1981 | Copa Serfin, Monterrey                 |                                        | 175 000 $                              | Moquette (int.)                        | Johan Kriek                            | Vitas Gerulaitis                       | 7-6, 3-6, 7-6                          | Tableau                                |
| 4  | 22-02-1982 | Copa Monterrey, Monterrey              |                                        | 300 000 $                              | Moquette (int.)                        | Jimmy Connors                          | Johan Kriek                            | 6-2, 3-6, 6-3                          | Tableau                                |
| 5  | 28-02-1983 | Copa Monterrey, Monterrey              |                                        | 75 000 $                               | Moquette (int.)                        | Sammy Giammalva Jr                     | Ben Testerman                          | 6-4, 3-6, 6-3                          | Tableau                                |
|    | 1984-2014  | Pas de tournoi                         | Pas de tournoi                         | Pas de tournoi                         | Pas de tournoi                         | Pas de tournoi                         | Pas de tournoi                         | Pas de tournoi                         | Pas de tournoi                         |
| 6  | 26-10-2015 | Monterrey Open Afirme, Monterrey       | Challenger                             | 100 000 $ +H                           | Dur (ext.)                             | Thiemo de Bakker                       | Víctor Estrella                        | 7-61, 4-6, 6-3                         |                                        |
| 7  | 10-10-2016 | Monterrey Open Afirme, Monterrey       | Challenger                             | 100 000 $ +H                           | Dur (ext.)                             | Ernesto Escobedo                       | Denis Kudla                            | 6-4, 6-4                               |                                        |
| 8  | 02-10-2017 | Abierto GNP Seguros, Monterrey         | Challenger                             | 100 000 $ +H                           | Dur (ext.)                             | Maximilian Marterer                    | Bradley Klahn                          | 7-63, 7-66                             |                                        |
| 9  | 01-10-2018 | Abierto GNP Seguros, Monterrey         | Challenger                             | 150 000 $ +H                           | Dur (ext.)                             | David Ferrer                           | Ivo Karlović                           | 6-3, 6-4                               |                                        |
| 10 | 01-04-2019 | Abierto GNP Seguros, Monterrey         | Challenger                             | 162 480 $                              | Dur (ext.)                             | Alexander Bublik                       | Emilio Gómez                           | 6-3, 6-2                               |                                        |
| 11 | 02-03-2020 | Abierto GNP Seguros, Monterrey         | Challenger                             | 108 320 $                              | Dur (ext.)                             | Adrian Mannarino                       | Aleksandar Vukic                       | 6-1, 6-3                               |                                        |
|    | 2021       | Édition annulée (pandémie de Covid-19) | Édition annulée (pandémie de Covid-19) | Édition annulée (pandémie de Covid-19) | Édition annulée (pandémie de Covid-19) | Édition annulée (pandémie de Covid-19) | Édition annulée (pandémie de Covid-19) | Édition annulée (pandémie de Covid-19) | Édition annulée (pandémie de Covid-19) |
| 12 | 07-03-2022 | Abierto GNP Seguros, Monterrey         | Challenger                             | 106 240 $                              | Dur (ext.)                             | Fernando Verdasco                      | Prajnesh Gunneswaran                   | 4-6, 6-3, 7-63                         |                                        |
| 13 | 20-02-2023 | Abierto GNP Seguros, Monterrey         | Challenger                             | 160 000 $                              | Dur (ext.)                             | Nuno Borges                            | Borna Gojo                             | 6-4, 7-66                              |                                        |

### Double
| No | Date       | Nom et lieu du tournoi                 | Catégorie                              | Dotation                               | Surface                                | Vainqueurs                             | Finalistes                                | Score                                  |                                        |
| -- | ---------- | -------------------------------------- | -------------------------------------- | -------------------------------------- | -------------------------------------- | -------------------------------------- | ----------------------------------------- | -------------------------------------- | -------------------------------------- |
| 1  | 05-01-1976 | Copa Serfin, Monterrey                 |                                        | 60 000 $                               | Moquette (int.)                        | Brian Gottfried Raúl Ramírez           | Ross Case Geoff Masters                   | 6-2, 4-6, 6-3                          | Tableau                                |
| 2  | 28-02-1977 | Copa Serfin, Monterrey                 |                                        | 100 000 $                              | Moquette (int.)                        | Ross Case Wojtek Fibak                 | Billy Martin Bill Scanlon                 | 3-6, 6-3, 6-4                          | Tableau                                |
|    | 1978-1980  | Pas de tournoi                         | Pas de tournoi                         | Pas de tournoi                         | Pas de tournoi                         | Pas de tournoi                         | Pas de tournoi                            | Pas de tournoi                         | Pas de tournoi                         |
| 3  | 19-01-1981 | Copa Serfin, Monterrey                 |                                        | 175 000 $                              | Moquette (int.)                        | Kevin Curren Steve Denton              | Johan Kriek Russell Simpson               | 7-6, 6-3                               | Tableau                                |
| 4  | 22-02-1982 | Copa Monterrey, Monterrey              |                                        | 300 000 $                              | Moquette (int.)                        | Victor Amaya Hank Pfister              | Tracy Delatte Mel Purcell                 | 6-3, 6-7, 6-3                          | Tableau                                |
| 5  | 28-02-1983 | Copa Monterrey, Monterrey              |                                        | 75 000 $                               | Moquette (int.)                        | David Dowlen Nduka Odizor              | Andy Andrews John Sadri                   | 3-6, 6-3, 6-4                          | Tableau                                |
|    | 1984-2014  | Pas de tournoi                         | Pas de tournoi                         | Pas de tournoi                         | Pas de tournoi                         | Pas de tournoi                         | Pas de tournoi                            | Pas de tournoi                         | Pas de tournoi                         |
| 6  | 26-10-2015 | Monterrey Open Afirme, Monterrey       | Challenger                             | 100 000 $ +H                           | Dur (ext.)                             | Thiemo de Bakker Mark Vervoort         | Paolo Lorenzi Fernando Romboli            | Forfait                                |                                        |
| 7  | 10-10-2016 | Monterrey Open Afirme, Monterrey       | Challenger                             | 100 000 $ +H                           | Dur (ext.)                             | Evan King Denis Kudla                  | Jarryd Chaplin Ben McLachlan              | 64-7, 6-4, [10-2]                      |                                        |
| 8  | 02-10-2017 | Abierto GNP Seguros, Monterrey         | Challenger                             | 100 000 $ +H                           | Dur (ext.)                             | Christopher Eubanks Evan King          | Marcelo Arévalo Miguel Ángel Reyes-Varela | 7-64, 6-3                              |                                        |
| 9  | 01-10-2018 | Abierto GNP Seguros, Monterrey         | Challenger                             | 150 000 $ +H                           | Dur (ext.)                             | Marcelo Arévalo Jeevan Nedunchezhiyan  | Leander Paes Miguel Ángel Reyes-Varela    | 6-1, 6-4                               |                                        |
| 10 | 01-04-2019 | Abierto GNP Seguros, Monterrey         | Challenger                             | 162 480 $                              | Dur (ext.)                             | Evan King Nathan Pasha                 | Santiago González Aisam-Ul-Haq Qureshi    | 7-5, 6-2                               |                                        |
| 11 | 02-03-2020 | Abierto GNP Seguros, Monterrey         | Challenger                             | 108 320 $                              | Dur (ext.)                             | Karol Drzewiecki Gonçalo Oliveira      | Orlando Luz Rafael Matos                  | 65-7, 6-4, [11-9]                      |                                        |
|    | 2021       | Édition annulée (pandémie de Covid-19) | Édition annulée (pandémie de Covid-19) | Édition annulée (pandémie de Covid-19) | Édition annulée (pandémie de Covid-19) | Édition annulée (pandémie de Covid-19) | Édition annulée (pandémie de Covid-19)    | Édition annulée (pandémie de Covid-19) | Édition annulée (pandémie de Covid-19) |
| 12 | 07-03-2022 | Abierto GNP Seguros, Monterrey         | Challenger                             | 106 240 $                              | Dur (ext.)                             | Hans Hach Verdugo Austin Krajicek      | Robert Galloway John-Patrick Smith        | 6-0, 6-3                               |                                        |
| 13 | 20-02-2023 | Abierto GNP Seguros, Monterrey         | Challenger                             | 160 000 $                              | Dur (ext.)                             | André Göransson Ben McLachlan          | Luis David Martínez Cristian Rodríguez    | 6-3, 6-4                               |                                        |